# Duroc (metropolitana di Parigi)
Duroc è una stazione delle linee 10 e 13 della metropolitana di Parigi.

## Accessi
La stazione è ubicata al quadrivio denominato Place Léon-Paul-Fargue dove si incrociano boulevard des Invalides e boulevard du Montparnasse con la rue de Sèvres.
Essa dispone di quattro accessi:
- bd des Invalides - Institut National des Jeunes Aveugles: al 56, di boulevard des Invalides
- bd du Montparnasse - Hôpital Necker - Enfants malades: al 2, di boulevard du Montparnasse
- pl. Léon-Paul Fargue: lato est de la place Léon-Paul Farque
- r. de Sèvres: lato nord de la place Léon-Paul Fargue

## Storia
La stazione è stata inaugurata nel 1930.
Il suo nome è stato scelto per onorare la memoria di Géraud Christophe Michel Duroc, duca del Friuli (1772-1813), generale dell'Impero, che fu aiutante di campo di Napoleone Bonaparte in Italia ed in Egitto. Venne nominato grande maresciallo del palazzo nel 1804. Egli riposa nell'Hôtel des Invalides, dove si trova anche la tomba di Napoleone.

## Interconnessioni
- Bus RATP - 28, 39, 70, 82, 87, 89, 92

## Galleria d'immagini

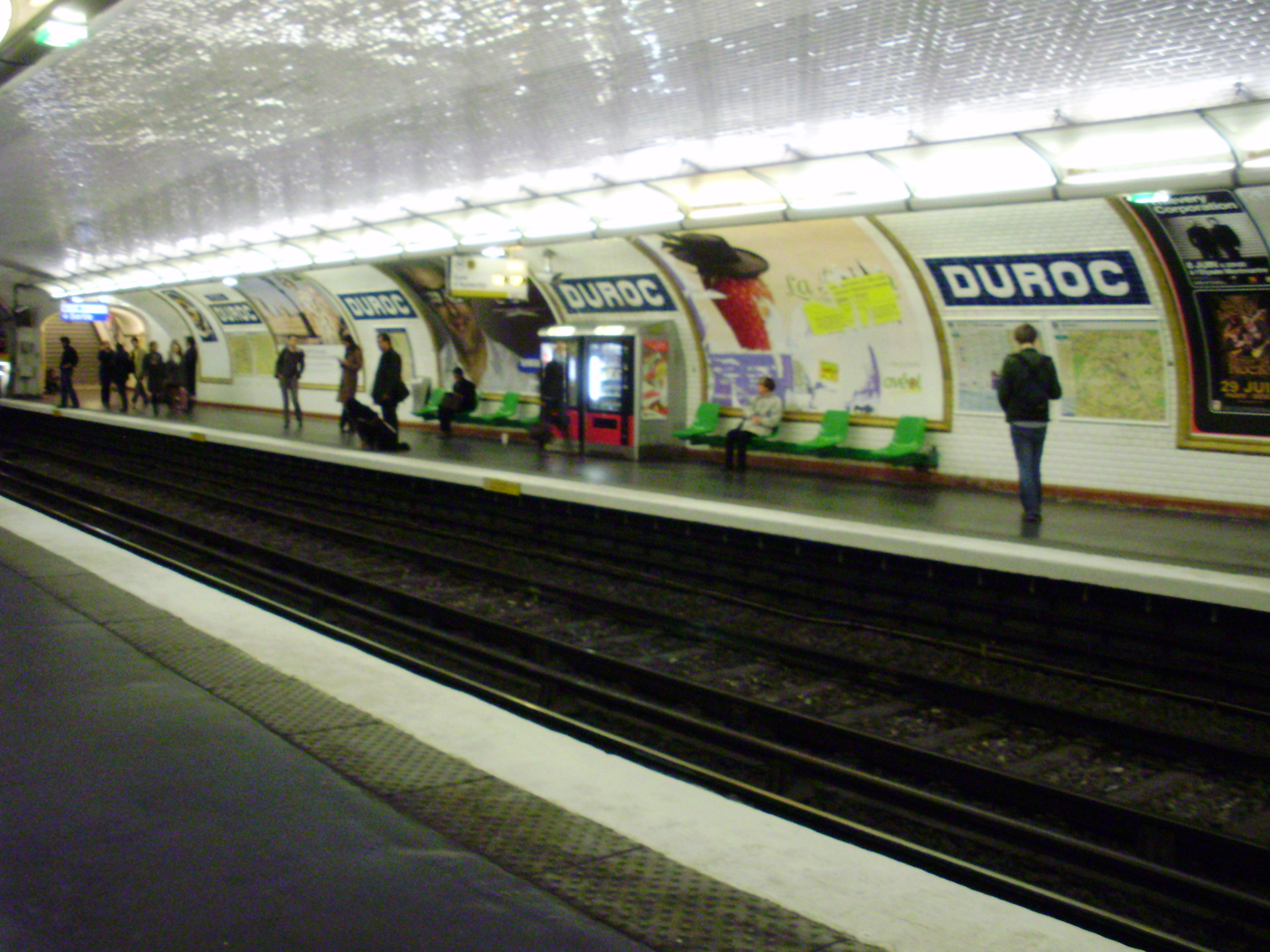
Banchina della linea 10
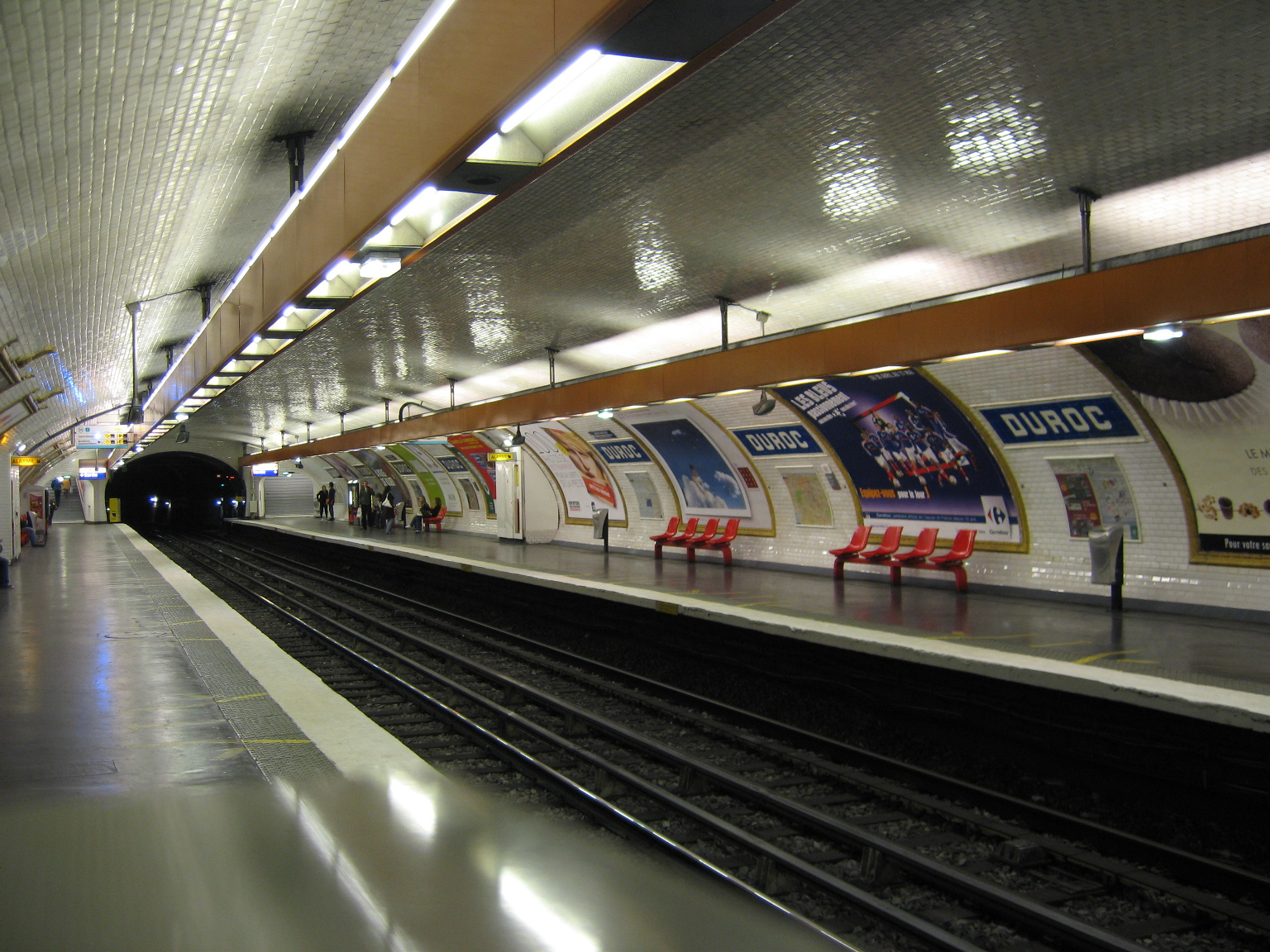
Banchina della linea 13
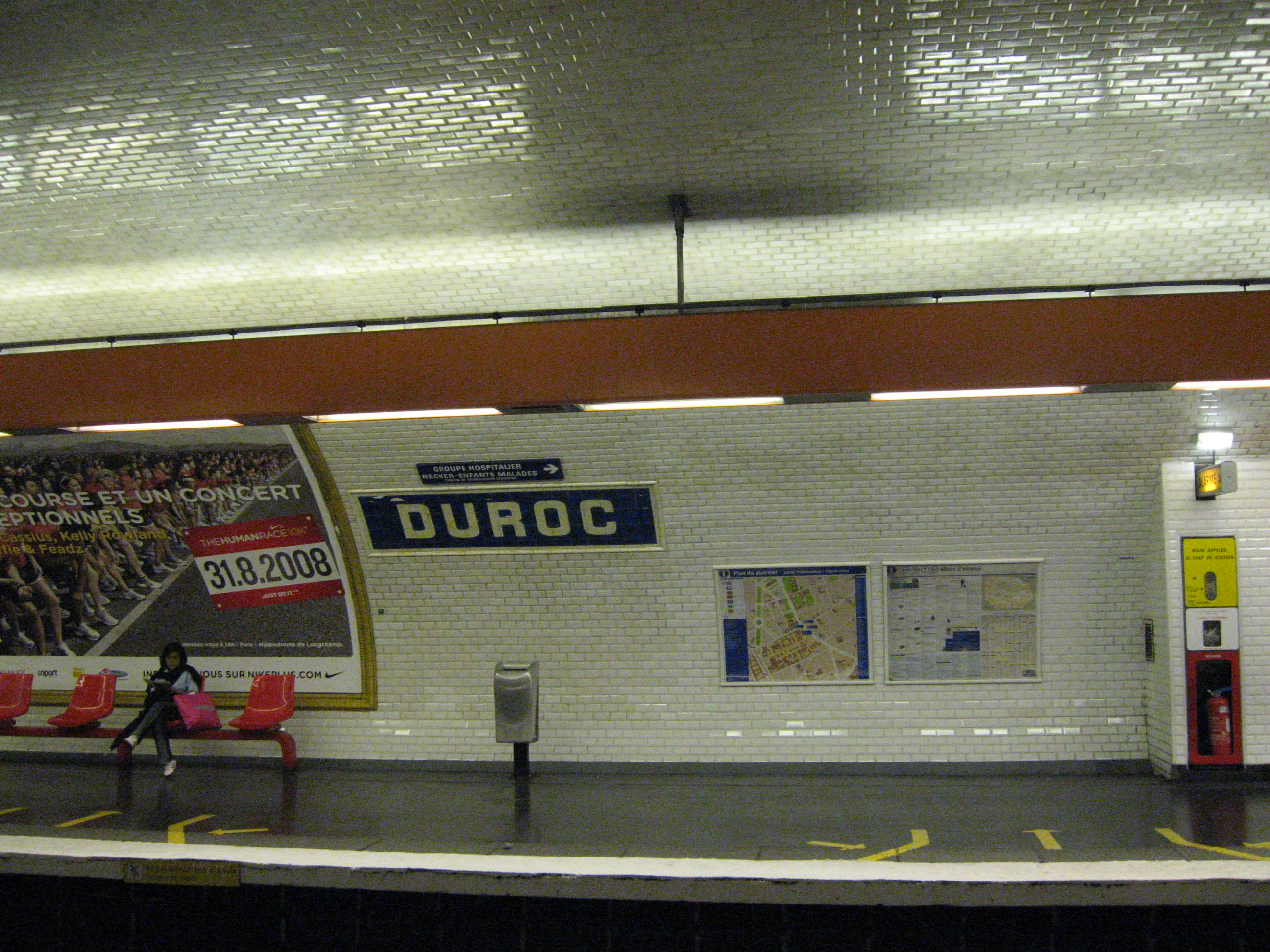
Banchina